# Loki (phim truyền hình)
Loki là một bộ phim truyền hình dài tập Mỹ ra mắt năm 2021, phát độc quyền trên nền tảng trực tuyến Disney+ của đạo diễn Michael Waldron. Phim dựa trên nhân vật cùng tên từ truyện tranh Marvel Comics. Lấy bối cảnh trong Vũ trụ Điện ảnh Marvel (MCU), phim phát triển nội dung sau các sự kiện xảy ra sự kiện trong Avengers: Hồi kết (2019).
Trong phim, nam diễn viên Tom Hiddleston đảm nhận vai chính Loki, bên cạnh sự tham gia của các diễn viên Gugu Mbatha-Raw, Wunmi Mosaku, Eugene Cordero, Tara Strong, Owen Wilson, Sophia Di Martino và Sasha Lane. Về lịch sử sản xuất, dự án phim được công bố lần đầu tiên vào tháng 11/2018, tới tháng 2/2019, Waldron được thuê làm đạo diễn. Quá trình quay phim diễn ra tại thành phố Atlanta, Georgia vào tháng 1/2020, tới tháng 3, dự án tạm dừng vì đại dịch COVID-19. Tháng 9, đoàn sản xuất trở lại phim trường và hoàn thành quay vào tháng 12 cùng năm.
Loki công chiếu tập đầu tiên vào ngày 9/6/2021 trên Disney+ và sẽ bao gồm sáu tập, là một phần trong Giai đoạn 4 của Vũ trụ Điện ảnh Marvel. Phần hai của phim cũng đang trong quá trình phát triển.

## Nội dung
Sau khi đánh cắp được khối tesseract trong phim Avengers: Endgame (2019), Loki được đưa về tổ chức tồn tại không gian và thời gian có tên là Time Variance Authority (TVA).

## Vai diễn
- Tom Hiddleston trong vai Loki: Em trai nuôi của Thor và là vị thần nghịch ngợm, dựa trên vị thần cùng tên trong thần thoại Bắc Âu. Đây là phiên bản thay thế, "biến thể thời gian" của Loki, người đã tạo ra dòng thời gian mới trong Avengers: Endgame (2019) bắt đầu vào năm 2012. Vì điều này, anh ta đã không trải qua các sự kiện của Thor: The Dark World (2013) hay Thor: Ragnarok (2017), đã cải tổ nhân vật phản diện trước đây trước khi chết trong Avengers: Infinity War (2018). Biên kịch chính Michael Waldron đã so sánh Loki với Người đồng sáng lập Apple Inc., Steve Jobs kể từ khi cả hai được nhận làm con nuôi và thích kiểm soát. Hiddleston bày tỏ sự quan tâm đến việc trở lại vai diễn này để khám phá sức mạnh của Loki, đặc biệt là khả năng biến hình của anh ta , đóng vai trò quan trọng trong quá trình khám phá danh tính của bộ truyện. Giới tính của Loki trong truyện được Cơ quan quản lý phương sai thời gian biểu thị là "chất lỏng", ám chỉ đến tính không có giới tính của nhân vật trong truyện tranh Marvel mà trước đây đã được suy đoán cho MCU nhờ khả năng thay đổi hình dạng của anh ta. Waldron cho biết anh biết có bao nhiêu người xác định được tình trạng không có giới tính của Loki và "háo hức với sự thể hiện đó". Bộ truyện cũng tiết lộ Loki là người lưỡng tính, trở thành nhân vật kỳ dị chính đầu tiên trong MCU. Loạt phim khám phá nhiều khả năng ma thuật của Loki, chẳng hạn như kỹ thuật điện xa và vụ nổ ma thuật của anh ta.
  - Hiddleston cũng vào vai Tổng thống Loki, một biến thể khác của Loki, người chỉ huy một đội quân và có mâu thuẫn với Kid Loki. Hiddleston gọi Tổng thống Loki là "kẻ tồi tệ nhất trong đám tồi tệ", mô tả anh ta là "nhân vật ít bị tổn thương nhất, chuyên quyền nhất và tham vọng đáng sợ, dường như không có sự đồng cảm hay quan tâm đến bất kỳ ai khác".

- Gugu Mbatha-Raw trong vai Ravonna Renslayer: Cựu Thợ săn A-23 của TVA, người đã vươn lên từ hàng ngũ để trở thành một thẩm phán được kính trọng; cô giám sát cuộc điều tra biến thể Loki.  Đạo diễn Kate Herron đã so sánh cả Mbatha-Raw và Renslayer với tắc kè hoa, và nói rằng Renslayer luôn "cố gắng nhảy theo hàng" với Mobius vừa là cấp trên vừa là bạn của anh ta. Herron nói thêm rằng Mbatha-Raw mang lại sự ấm áp cho Renslayer, đồng thời truyền đi nỗi đau của cô ấy. Loki khám phá nguồn gốc của Renslayer, vốn có trước khi nhân vật xuất hiện trong truyện tranh, và Mbatha-Raw rất thích có thể bắt đầu "một cái gì đó mới mẻ" với nhân vật. Mbatha-Raw gọi Renslayer là "vô cùng tham vọng" và cảm thấy có "cuộc đụng độ nhân cách cuối cùng" giữa cô và Loki. Cô tiếp tục rằng Renslayer có "rất nhiều thứ trên vai" và phải đưa ra "những lựa chọn mơ hồ về mặt đạo đức", điều này buộc nhân vật phải giữ bí mật và xây dựng các lớp. Waldron tin rằng Renslayer đã "tạo ra một nhân vật phản diện rất phức tạp". 
  - Mbatha-Raw cũng miêu tả Rebecca Tourminet, phó hiệu trưởng tại một trường học ở Fremont, Ohio, vào năm 2018. Việc biết rằng có các biến thể khác nhau của Renslayer trong các thời điểm khác nhau đã khiến Mbatha-Raw "tâm phục khẩu phục".
- Wunmi Mosaku trong vai Thợ săn B-15: Một Thợ săn cấp cao của TVA quyết tâm ngăn chặn biến thể đã giết chết quân Minutemen. Mosaku gọi B-15 là "badass" là một tín đồ trung thành của TVA, có mối quan hệ mạnh mẽ với các Time-Keeper, người mà cô ấy tin là thần. Mosaku đã bị thu hút bởi sự trung thực và khả năng là chính mình của B-15, lưu ý rằng, "Cô ấy không có bất kỳ phép xã giao nào qua cô ấy và các tương tác của cô ấy. Những gì cô ấy cảm thấy và những gì cô ấy nghĩ là những gì bạn thấy và những gì bạn lấy." Hunter B-15 ban đầu được viết như một nhân vật nam, nhưng đã thay đổi sau buổi thử giọng của Mosaku; cô chỉ ra rằng giới tính của nhân vật không làm thay đổi bản chất của loại nhân vật B-15 vốn có.
- Eugene Cordero vai Casey: Một nhân viên lễ tân của TVA. Cordero cũng đóng vai Hunter K-5E trong TVA mới được xem vào cuối mùa.
- Tara Strong lồng tiếng cho Miss Minutes: Linh vật đồng hồ nhân cách hoạt hình của TVA. Miss Minutes có giọng nói mạnh mẽ với "tiếng hát miền Nam ",  mà Herron cảm thấy đó là đại diện của Waldron, vì anh ấy đến từ miền Nam Hoa Kỳ . Sau khi được tạo ra chỉ để giới thiệu TVA, các nhà biên kịch đã tìm ra nhiều cách hơn để đưa Miss Minutes vào bộ truyện vì họ nhận thấy cô ấy là một nhân vật vui nhộn.  Thiết kế của cô được lấy cảm hứng từ Mèo Felix và các phim hoạt hình khác từ đầu thế kỷ 20, với Herron gọi Miss Minutes là một " loại nhân vật của Roger Rabbit ". Strong cảm thấy "thông tin khủng khiếp" mà Miss Minutes được giao nhiệm vụ truyền tải là "sự kết hợp hoàn hảo giữa con người của cô ấy", vì nó được cho là "với nụ cười trên môi".  Miss Minutes có mối quan hệ "bảo vệ" với He Who Remains, với Strong tin rằng cô ấy hiểu "vai trò của mình quan trọng như thế nào và nó quan trọng như thế nào đối với vũ trụ".
- Owen Wilson trong vai Mobius M. Mobius: Một đặc vụ của TVA chuyên điều tra những tên tội phạm thời gian đặc biệt nguy hiểm. Herron ví Mobius như một thám tử khó tính ,  với Wilson so sánh anh với nhân vật Jack Cates trong 48 Hrs. (Năm 1982).  Chủ tịch Marvel Studios , Kevin Feige , lưu ý rằng nhân vật này giống với Wilson ở chỗ anh ta không bị MCU bối rối; Hiddleston đã giúp Wilson chuẩn bị cho vai diễn này bằng cách giải thích và cho anh ấy xem những khoảnh khắc trong các bộ phim MCU, điều mà Wilson cảm thấy rất hữu ích khi Mobius phỏng vấn Loki trong loạt phim.  Wilson và Herron xem phim Good Will Hunting (1997) là nguồn cảm hứng cho việc Mobius trở thành người cố vấn và trị liệu cho Loki, người vẫn thúc giục anh ta.
- Sophia Di Martino vai Sylvie: Một biến thể của Loki đang tấn công "Dòng thời gian thiêng liêng" và có sức mạnh phù phép. Cô không coi mình là Loki, sử dụng tên "Sylvie" làm bí danh. Trong khi Sylvie được lấy cảm hứng từ Sylvie Lushton / Enchantress và Lady Loki trong truyện tranh, cô ấy là một người khác với cốt truyện khác với những nhân vật đó cũng như Loki của Hiddleston. Di Martino cho biết Hiddleston đã "chăm sóc" cô và cho cô lời khuyên về việc nhập vai nhân vật,  trong khi cô tự nghiên cứu và chuẩn bị cho vai diễn. Di Martino đã giữ giọng vùng miền của mình cho Sylvie, để không tạo ra âm thanh "quá sang trọng hoặc nói quá hay" để giúp phản ánh cuộc sống mà Sylvie đã sống.  Hiddleston cảm thấy Di Martino đã kết hợp "một số đặc điểm" mà ông sử dụng cho Loki để miêu tả Sylvie, trong khi vẫn khiến nhân vật "hoàn toàn là của riêng cô". Herron tin rằng Sylvie đối mặt với nỗi đau của cô ấy đã đưa cô ấy vào một không gian vũ trụ tương tự như Loki trong Thor (2011). Di Martino đã xem xét các cảnh chiến đấu trong Atomic Blonde (2017) để tạo ra phong cách chiến đấu của Sylvie, gọi cô là một "võ sĩ đường phố" với phong cách chiến đấu dũng mãnh hơn, so với phong cách "balletic" của Loki. Một cốt truyện mở rộng về nhân vật được viết bởi nhà văn Elissa Karasik của loạt phim, với Waldron hy vọng một số tài liệu có thể được đưa vào phần thứ hai. Cailey Fleming vào vai Sylvie hồi bé.
- Sasha Lane trong vai Thợ săn C-20: Một Thợ săn TVA bị Sylvie bắt cóc và bỏ bùa để tiết lộ vị trí của Người giữ thời gian.
- Jack Veal trong vai Kid Loki: Một biến thể trẻ con của Loki, người đã tạo ra sự kiện Nexus bằng cách giết Thor và coi mình là vua của Void.
- DeObia Oparei trong vai Loki khoe khoang: Một biến thể của Loki phóng đại một cách ngông cuồng về thành tích của mình.
- Richard E. Grant trong vai Loki cổ điển: Một biến thể cũ của Loki đã giả chết để thoát khỏi việc bị Thanos giết và quyết định sống cuộc đời ẩn dật cho đến khi trở nên cô đơn. Loki cổ điển có khả năng tạo ra những ảo ảnh lớn hơn, phức tạp hơn Loki.
- Jonathan Majors trong vai He Who Remains và Victor Timely (Các biến thể của Kang the Conqueror):  
  - He Who Remain là một nhà khoa học từ Thế kỷ 31, người đã tạo ra TVA để ngăn chặn cuộc chiến đa vũ trụ giữa các biến thể xấu xa của chính ông ta - Kang. Ông ấy là tác phẩm gốc của bộ truyện được lấy cảm hứng từ một nhân vật truyện tranh riêng biệt cùng tên cũng như nhân vật Immortus - một biến thể của Kang the Conqueror. Mô tả He Who Remains là một "kẻ sát nhân xã hội rất lôi cuốn", Waldron không cho thấy nhân vật này có thể xấu xa như thế nào vì phần lớn vai trò của anh ấy đang cố gắng thuyết phục người khác rằng các biến thể của anh ta tệ hơn anh ta. Majors đã nói chuyện với Herron và Marvel Studios về việc tìm ra tâm lý của nhân vật, vì He Who Remains đã bị cô lập và điều hành TVA quá lâu. Herron nói thêm rằng họ đã cố gắng tìm ra "ranh giới tốt đẹp giữa tính cách hướng ngoại và hướng nội của nhân vật đó và làm thế nào để anh ta thể hiện rằng anh ta đang sống theo ý mình". Các thiếu gia đã sử dụng khóa đào tạo chú hề cổ điển của mình cho phần này, và tin rằng anh ấy cười nhiều hơn trong vai Người vẫn ở lại hơn bất kỳ vai diễn nào khác của anh ấy cộng lại.
  - Victor Timely là một nhà công nghiệp và nhà phát minh vào năm 1893 trên dòng thời gian phân nhánh, người đã tạo ra phiên bản đầu tiên của Máy dệt thời gian. Anh ta có tật nói lắp, tính cách vụng về, rụt rè và hoạt động như một kẻ lừa đảo bán cho người khác những tác phẩm của mình.  Thảo luận về tính cách tương phản của Timely với các biến thể khác của Kang, Wright nói rằng thật "vui vẻ" khi Timely trở thành "một nhà phát minh lập dị, trầm lặng và có thể hơi lạc lõng và lạc lõng" thay vì hơn là kỳ vọng biến thể Kang tiếp theo sẽ xuất hiện trong MCU với tư cách là "một nhân vật phản diện khoa học viễn tưởng nào đó đến từ tương lai". Marvel Studios rất hào hứng khi tiếp tục khám phá Kang và các biến thể của anh ấy trong mùa phim, đặc biệt muốn có Timely cho Loki, với điều hành sản xuất Kevin Wright lưu ý rằng sự tham gia và tích hợp của anh ấy sẽ là "một phần quan trọng" của mùa phim.

Neil Ellice tái hiện trong vai Thợ săn D-90, trong khi Jaimie Alexander xuất hiện không được công nhận trong vai Sif, và Chris Hemsworth xuất hiện với vai lồng tiếng không được công nhận trong vai Throg.

## Các tập phim
| Mùa | Mùa | Số tập | Số tập | Phát hành gốc            | Phát hành gốc            |
| Mùa | Mùa | Số tập | Số tập | Phát hành lần đầu        | Phát hành lần cuối       |
| --- | --- | ------ | ------ | ------------------------ | ------------------------ |
|     | 1   | 6      | 6      | Ngày 9 tháng 6 năm 2021  | Ngày 14 tháng 7 năm 2021 |
|     | 2   | 6      | 6      | Ngày 6 tháng 10 năm 2023 | Ngày 9 tháng 11 năm 2023 |

### Mùa 1 (2021)
| TT. | Tiêu đề                          | Đạo diễn    | Biên kịch                    | Ngày phát sóng gốc  |
| --- | -------------------------------- | ----------- | ---------------------------- | ------------------- |
| 1   | "Mục đích vinh quang"            | Kate Herron | Michael Waldron              | 9 tháng 6 năm 2021  |
| 2   | "Biến thể"                       | Kate Herron | Elissa Karasik               | 16 tháng 6 năm 2021 |
| 3   | "Lamentis"                       | Kate Herron | Bisha K. Ali                 | 23 tháng 6 năm 2021 |
| 4   | "Sự kiện phân nhánh"             | Kate Herron | Eric Martin                  | 30 tháng 6 năm 2021 |
| 5   | "Hành trình huyền bí"            | Kate Herron | Tom Kauffman                 | 7 tháng 7 năm 2021  |
| 6   | "Luôn luôn vì toàn bộ thời gian" | Kate Herron | Michael Waldron, Eric Martin | 14 tháng 7 năm 2021 |

### Mùa 2 (2023)
| TT. | Tiêu đề               | Đạo diễn                      | Biên kịch                                  | Ngày phát sóng gốc   |
| --- | --------------------- | ----------------------------- | ------------------------------------------ | -------------------- |
| 7   | "Ouroboros"           | Justin Benson, Aaron Moorhead | Eric Martin                                | 5 tháng 10 năm 2023  |
| 8   | "Breaking Brad"       | Dan DeLeeuw                   | Eric Martin                                | 12 tháng 10 năm 2023 |
| 9   | "1983"                | Kasra Farahani                | Eric Martin, Kasra Farahani, Jason O'Leary | 19 tháng 10 năm 2023 |
| 10  | "Trái tim của TVA"    | Justin Benson, Aaron Moorhead | Eric Martin, Katharyn Blair                | 26 tháng 10 năm 2023 |
| 11  | "Khoa học viễn tưởng" | Justin Benson, Aaron Moorhead | Eric Martin                                | 2 tháng 11 năm 2023  |
| 12  | "Mục đích vinh quang" | Justin Benson, Aaron Moorhead | Eric Martin                                | 9 tháng 11 năm 2023  |